# George Stobbart (calciatore)
George Campbell Stobbart (Morpeth, 9 gennaio 1921 – 23 gennaio 1995) è stato un calciatore inglese, di ruolo attaccante.

## Carriera
Durante gli anni della seconda guerra mondiale gioca nei vari tornei bellici sostitutivi dei normali campionati con il Middlesbrough, con cui realizza in totale 125 reti in 168 partite giocate, senza di fatto però giocare mai alcuna partita di un campionato ufficiale con la maglia del Boro: nell'estate del 1946, subito prima della regolare ripresa dei tornei ufficiali (nella stagione 1945-1946 si era giocata infatti solamente la FA Cup, nella quale Stobbart gioca 2 partite) viene ceduto per 4650 sterline al Newcastle Utd, club della seconda divisione inglese, con cui a 25 anni fa quindi il suo formale esordio in campionati professionistici (nonostante de facto avesse un contratto professionistico già negli anni al Middlesbrough): in particolare, dopo aver segnato una doppietta all'esordio contro il Coventry City con il procedere della stagione finisce per perdere il posto da titolare: tra il 1946 ed il 1948 segna in totale 16 reti in 43 partite di campionato, a cui poi aggiunge 5 reti in 23 partite in prima divisione durante la stagione 1948-1949, la sua ultima trascorsa con la maglia del club bianconero.
Nel 1949, infatti, scende nuovamente in seconda divisione, al Luton Town, dove nell'arco di tre stagioni segna in totale 30 reti in 107 partite di campionato. Disputa quindi ulteriori quattro campionati da professionista, tutti in terza divisione, rispettivamente con le maglie di Millwall e Brentford, trascorrendo un biennio in ciascuno di questi due club, con i quali totalizza rispettivamente 68 presenze e 27 reti (Millwall) e 57 presenze e 17 reti (Brentford). Si ritira poi definitivamente solo nel 1958, all'età di 37 anni, dopo aver trascorso un biennio giocando a livello semiprofessionistico con le maglie di Bedford Town e Dartford.
In carriera ha totalizzato complessivamente 298 presenze e 95 reti nei campionati della Football League.